# لاري فريتز
لاري فريتز (بالإنجليزية: Larry Fritz)‏ هو لاعب كرة قاعدة أمريكي، ولد في 14 فبراير 1949 في إيست شيكاغو في الولايات المتحدة، وتوفي في 22 يوليو 2010 في مانستر في الولايات المتحدة.